# باريغا بويز
باريغا بويز (بالإنجليزية: Bariga Boys)‏ هُو فيلم وثائقي نيجيري صدر سنة 2009. يتحدث الفيلم عن فناني الشوارع سيغون أديفيلا وفرقة كراون، الذين يستخدمون مسرح العصابات والموسيقى والدراما لمُعالجة قضية الفقر في الأحياء الفقيرة في منطقة باريغا في لاغوس. حصل الفيلم خلال سنة 2010 على جائزة أفضل فيلم وثائقي في حفل توزيع جوائز الأكاديمية الأفريقية للأفلام السادس.

## روابط خارجية
باريغا بويز على موقع IMDb (الإنجليزية)

قالب:جائزة أكاديمية الفيلم الأفريقي لأفضل فيلم وثائقي